# بوتسی
بوتسی (به صربی: Beoci) یک منطقهٔ مسکونی در صربستان است که در Raška واقع شده‌است. بوتسی ۴۶۲ نفر جمعیت دارد و ۴۹۹٫۸۸ متر بالاتر از سطح دریا واقع شده‌است.